# Ozero Lutovskoje
Ozero Lutovskoje (ryska: Озеро Лутовское) är en sjö i Belarus.   Den ligger i voblasten Homels voblast, i den sydöstra delen av landet, 300 km sydost om huvudstaden Minsk. Ozero Lutovskoje ligger 103 meter över havet.
I omgivningarna runt Ozero Lutovskoje växer i huvudsak blandskog. Runt Ozero Lutovskoje är det glesbefolkat, med 16 invånare per kvadratkilometer.